# Сборная Швеции по футболу
Сбо́рная Шве́ции по футбо́лу (швед. Sveriges herrlandslag i fotboll) — команда, представляющая Швецию на международных матчах и турнирах по футболу. Управляющая организация — Шведский футбольный союз.
По состоянию на 4 апреля 2024 года сборная в рейтинге ФИФА занимает 27-е место, а в рейтинге УЕФА на 11 октября 2017 года — 17-е.

## История
Трижды шведские футболисты завоёвывали медали Олимпийских игр, одиннадцать раз участвовали в финальном турнире чемпионата мира. В 1958 году команда заняла второе место на мировом первенстве, проводившемся у себя дома, в Швеции, тогда в финальном матче она потерпела поражение от сборной Бразилии со счётом 2:5. Ещё дважды шведы занимали третье место, в 1950 и 1994 годах, а в 1938 году финишировали четвёртыми.

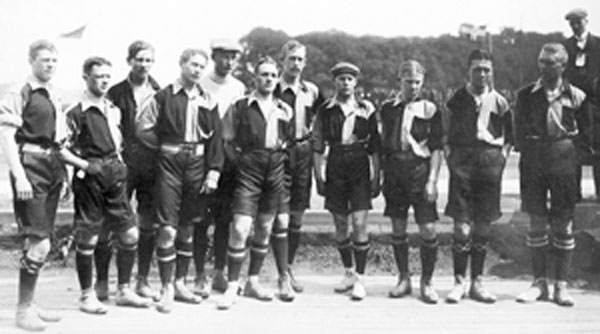
Первый состав сборной Швеции, 12 июля 1908 года

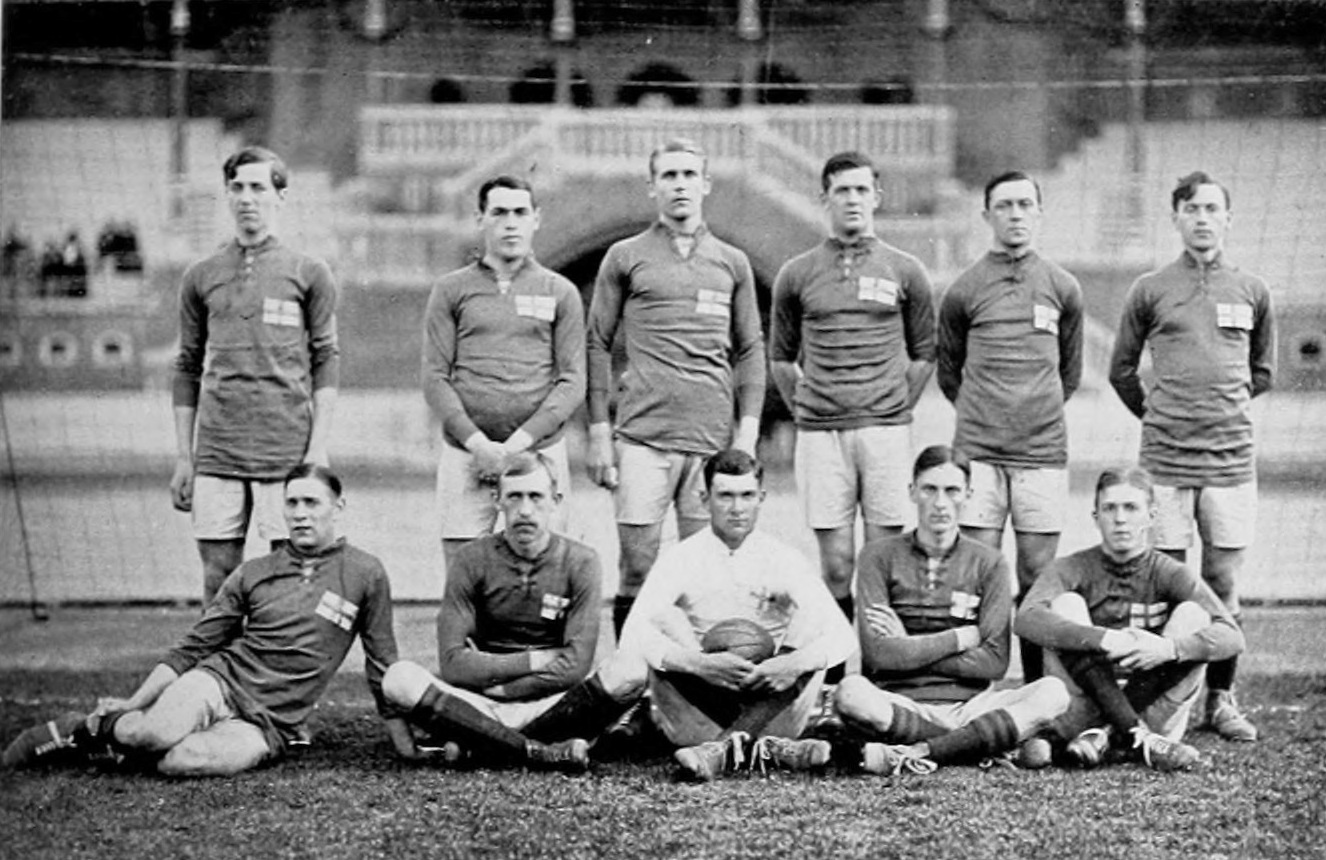
Сборная Швеции — хозяева Олимпиады 1912 года

### XX век

#### Ранняя история
Сборная Швеции провела свой первый международный матч против сборной Норвегии 12 июля 1908 года, и одержала победу 11:3. В том же году команда играла также со сборными Англии, Нидерландов и Бельгии и во всех трёх встречах потерпела поражение.
Тогда же шведы впервые принимали участие в играх летней Олимпиады. На футбольном олимпийском турнире команда потерпела самое разгромное поражение за всю историю, уступив любительской сборной Великобритании 1:12. В последующие годы команда представляла Швецию на Олимпийских играх 1912 года (в качестве хозяев турнира), 1920 и 1924 годов, на последних из них ей удалось добиться первого турнирного успеха — выиграть бронзовые медали.

#### Чемпионат мира 1938
Чемпионат мира по футболу 1938 года стал вторым по счёту, на которой сборная Швеции участвовала в финальном турнире. В первом раунде команде выпало сыграть со сборной Австрии (одной из сильнейших команд того времени, знаменитой Вундертим), однако после немецкой оккупации (аншлюса) австрийская команда не смогла продолжить участие в турнире. Поэтому шведы без игры вышли в четвертьфинал, где встретились со сборной Кубы и победили 8:0 благодаря хет-трикам Торе Келлера и Густава Веттерстрёма. В полуфинале Швеция уступила Венгрии 1:5. В матче за третье место сборная встретилась с Бразилией. В этой игре шведы потерпели поражение 2:4 и в итоге заняли на турнире четвёртое место, первый и пока единственный раз в истории шведского футбола.

#### Летние Олимпийские игры 1948
Швеция, которая объявила о своём нейтралитете в годы Второй мировой войны, смогла в относительно спокойной обстановке подготовить команду к футбольному турниру первых послевоенных Олимпийских игр. В первом раунде сборная Швеции встречалась со сборной Австрии, которая неожиданно приехала на турнир без профессионалов в составе, хотя в чемпионате Австрии играло немало футболистов, которые могли бы быть допущены к игре на олимпиаде. Матч состоялся на стадионе «Уайт Харт Лейн» в Лондоне, в нём сборная Швеции одержала победу 3:0. Во второй игре шведы разгромили сборную Республики Корея 12:0, что до сих пор является одной из двух самых крупных побед в истории сборной. В полуфинале шведская команда играла со своими соседями из Дании и победила их 4:2.
Финальный матч проходил на знаменитом лондонском «Уэмбли» в присутствии около 40 000 зрителей. Шведы встретились в финале со сборной Югославии и победили 3:1, в той встрече у шведов дважды отличился Гуннар Грен и один гол был на счету Гуннара Нордаля, у соперников единственный мяч провёл Степан Бобек. Шведские футболисты стали обладателями золотых медалей Олимпиады, что стало для сборной первой победой в значительном международном турнире.

#### Чемпионат мира 1950

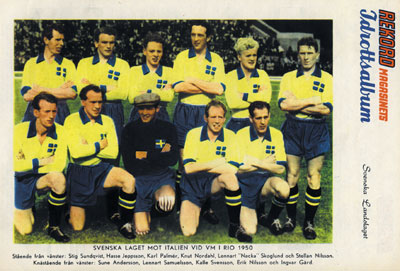
Сборная Швеции на ЧМ-1950

На чемпионате мира по футболу в 1950 году Футбольная ассоциация Швеции не задействовала в сборной шведских профессионалов, в команде играли только футболисты-любители. Сборной Швеции удалось стать одной из шести европейских сборных, вышедших в финальную часть турнира, проходившую на стадионах Бразилии. Шведы попали в одну группу со сборными Италии и Парагвая. В первом матче они победили итальянцев 3:2 в Сан-Паулу. Вторую игру, против Парагвая, шведы завершили вничью (2:2) и, заняв первое место, вышли в финальный раунд. Первую игру в групповом турнире финального раунда сборная Швеции провела против хозяев — сборной Бразилии. Матч проходил на стадионе «Маракана» в присутствии более 138000 зрителей, что является рекордной аудиторией, когда-либо присутствовавшей на матчах сборной Швеции. Игра закончилась со счётом 7:1 в пользу Бразилии. Следующий матч команда провела в Сан-Паулу против сборной Уругвая, с которой шведы на чемпионатах мира встречались впервые. Уругвай победил 3:2, после чего шведская команда потеряла все шансы на золотые медали.
Последний матч турнира Швеция провела также в Сан-Паулу, против сборной Испании. Шведы выиграли 3:1. В итоге шведская команда заняла третье место. Однако на следующий чемпионат мира команда квалифицироваться не сумела.

#### Чемпионат мира 1958 года

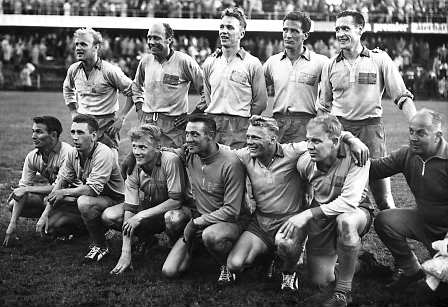
Сборная Швеции — вице-чемпион ЧМ-1958

В 1956 году шведская футбольная федерация снова допустила профессионалов к играм национальной сборной, что давало шведским болельщикам надежду на успешное выступление команды на предстоящем чемпионате мира. Шведы были на этот раз хозяевами турнира и играли в одной группе со сборными Мексики, Венгрии и Уэльса.
Первая игра была сыграна на национальном стадионе «Росунда» в Стокгольме в присутствии около 32000 зрителей. Швеция победила Мексику 3:0 и стала лидером своей группы. Следующий матч предстояло провести против сборной Венгрии, которая являлась на тот момент финалистом предыдущего мирового первенства 1954 года и чемпионом Олимпийских игр 1952 года. Эта игра также проходила на «Росунде», сборная Швеции одержала победу со счётом 2:1 благодаря двум мячам Курта Хамрина. В заключительном матче группового этапа шведы сыграли вничью 0:0 со сборной Уэльса.
В четвертьфинале сборная Швеции победила сборную СССР 2:0. Полуфинальный матч против сборной ФРГ был единственным, которые хозяева проводили не на «Росунде», а на «Уллеви» в Гётеборге, и в присутствии 50000 зрителей команда провела один из лучших своих матчей на турнире. После того, как на 59 минуте игрок соперника, Эрих Юсковяк, был удалён с поля, шведам удалось забить два мяча и выиграть матч со счётом 3:1.
Финальный матч проводился на «Росунде» между хозяевами турнира и финалистами чемпионата мира 1958 года сборной Бразилии. Встреча завершилась победой бразильцев со счётом 5:2, что принесло им их первый в истории титул чемпионов мира. Для сборной Швеции этот финал также стал крупным успехом и по сей день остаётся высшим достижением команды на мировых первенствах. В финальном матче дважды отличился забитыми мячами 17-летний Пеле. По окончании матча бразильские футболисты отдали должное шведским болельщикам, совершив круг почёта по стадиону со шведским флагом.

#### После успеха на чемпионате мира
Сборная Швеции была одной из сильнейших команд мира 1950-х годов. Однако после успешного выступления в 1958 году шведам подобных достижений повторить не удавалось. В отборочном цикле чемпионата мира 1962 года сборная Швеции разделила первое место в своей группе со сборной Швейцарии. Команды набрали одинаковое количество очков, хотя разница мячей у шведов была лучше — 10 забитых и лишь 3 пропущенных. Для определения победителя был проведён дополнительный матч на нейтральном поле в Западном Берлине, в котором успех сопутствовал швейцарским футболистам, которые выиграли ту встречу со счётом 2:1.
В 1964 году шведы были близки к тому, чтобы попасть в финальный турнир чемпионата Европы в Испании, в котором должны были принять участие четыре лучшие команды континента. Отбор осуществлялся по кубковой системе с двумя матчами дома и в гостях. Сборная Швеции начала путь с победы 2:0 в первом матче против сборной Норвегии в гостях, а после закрепила общий успех, сыграв с соперником вничью в домашнем матче. В 1/8 финала шведы обыграли сборную Югославии за счёт домашней победы со счётом 3:2 (матч в Белграде завершился вничью 0:0). В матчах четвертьфинала сборной Швеции предстояло встретиться с действующим чемпионом Европы — сборной СССР. В Стокгольме была зафиксирована ничья 1:1, а в ответном матче в Москве сильнее оказались советские футболисты: два мяча Виктора Понедельника и один Валерия Воронина принесли сборной СССР победу со счётом 3:1 (в обеих встречах у шведов по одному разу отличился Курт Хамрин).
В отборочном турнире чемпионата мира 1966 года Швеция попала в одну группу со сборными ФРГ и Кипра. В стартовом матче команда добилась ничьей со сборной ФРГ, а затем со счётом 3:0 разгромила сборную Кипра. Во втором матче с немецкой командой шведы потерпели поражение и в итоге заняли в группе лишь второе место, которое не позволило им квалифицироваться для участия в финальном турнире.
Шведы участвовали также и в отборочном турнире Евро-1968, но заняли в своей группе лишь третье место. Единственным успехом команды в конце 1960-х годов стало попадание в финальный турнир чемпионата мира 1970 года, она смогла опередить в отборочной группе сборные Франции и Норвегии. Однако на мундиале в Мексике сборная Швеции проиграла борьбу в группе сборным Италии и Уругвая, заняв 3-е место и опередив лишь сборную Израиля.
Вплоть до 1984 года сборная Швеции занимала третьи места в квалификационных этапах к чемпионатам Европы. Только в 1992 году Швеция попала на финальный турнир чемпионата Европы, будучи страной-организатором.

#### Чемпионат мира 1974
В отборочной группе к чемпионату мира 1974 года сборная Швеции оказалась вместе с Австрией, Венгрией и Мальтой. Швеция финишировала на втором месте, позади австрийцев, и вышла в финальный турнир.
На первом групповом этапе в соперники им достались команды Уругвая, Нидерландов и Болгарии. Первая игра, против болгар, завершилась нулевой ничьей. Вторую игру, со сборной Нидерландов, Швеция провела с тем же результатом. В последней игре со сборной Уругвая шведы одержали победу со счётом 3:0, отличились Роланд Сандберг и Ральф Эдстрём (дважды). Шведская команда заняла второе место и вышла во второй групповой этап.
В первом матче второго этапа сборная Швеции уступила сборной Польши 0:1. После этого турнирная ситуация складывалась таким образом, что в случае поражения с разницей в один мяч в следующей игре против хозяев турнира, сборной ФРГ, и победы сборной Югославии над командой Польши, Швеция могла бы рассчитывать на второе место в группе и побороться за бронзовые медали. Однако после того, как поляки выиграли у югославов со счётом 2:1, шведам оставалось рассчитывать только на победу.
Игра против сборной ФРГ проходила в Дюссельдорфе в присутствии 66500 зрителей. Шведский нападающий Ральф Эдстрём уже на 29-й минуте вывел свою сборную вперёд. Но во втором тайме немецкая команда забила два мяча, и взяла игру под свой контроль, не упустив его, даже когда на 59-й минуте швед Роланд Сандберг сравнял счёт. Забив ещё дважды, сборная ФРГ выиграла со счётом 4:2 и вышла в финал. По окончании турнира немецкие футболисты, ставшие его победителями, отмечали, что игра их команды со сборной Швеции была их лучшим матчем на турнире. Шведам оставалось провести всего одну игру, в которой они победили сборную Югославии 2:1 и заняли итоговое 5-е место на турнире.

#### 1979—1990
После успешных 1970-х, когда Швеция участвовала во всех трёх мировых первенствах, у сборной сменился тренер — вместо Георга «Обю» Эриксона был назначен Ларс «Лабан» Арнессон. До того, как возглавить сборную, Арнессон был успешным тренером в клубе «Эстер». После провального выступления в отборочном турнире чемпионата мира 1986 года национальную команду возглавил Олле Нордин. Тем не менее на протяжении 1980-х шведам не удавалось выйти в финальную часть ни одного из главных турниров. Лишь в квалификации на мировое первенство в Италии в 1990 году шведская сборная смогла обойти в группе сборную Англии и впервые за последние 12 лет попасть в финал. Однако участие сборной на этом турнире вновь было неудачным и закончилось тремя поражениями в групповом раунде от Бразилии, Шотландии и Коста-Рики.

#### Чемпионат Европы 1992
Европейский чемпионат 1992 года Швеция принимала в качестве страны-организатора. Для сборной участие в этом турнире стало дебютным на чемпионатах Европы. Швеция оказалась в одной группе со сборными Дании, Франции и Англии и стала единственной командой на турнире, которая смогла обыграть будущих чемпионов Европы — датчан. Швеция заняла первое место в группе и вышла в полуфинал, где уступила сборной Германии. Этот результат является лучшим достижением шведской команды в первенствах континента.

#### Чемпионат мира 1994
Сборная Швеции квалифицировалась на чемпионат мира 1994 года в США с первого места в своей отборочной группе (опередив сборные Болгарии и Франции). В финальном турнире команда оказалась в группе «B» вместе с Бразилией, Камеруном и сборной России. В первой игре к 75-й минуте шведы уступали сборной Камеруна 1:2, однако благодаря голу Мартина Далина свели матч к ничьей. Во втором матче, где соперником шведов была сборная России, они в самом начале матча пропустили гол с пенальти, но в дальнейшем смогли также с пенальти счёт сравнять (отличился Томас Бролин) и во втором тайме благодаря дублю Далина одержать победу со счётом 3:1. В завершение группового этапа в ничего не решавшем матче была зафиксирована ничья 1:1 со сборной Бразилии.
В первом матче плей-офф Швеция встретилась с сенсацией турнира — сборной Саудовской Аравии и победила со счётом 3:1, два гола на счету Кеннета Андерссона, автор третьего мяча — Мартин Далин. Четвертьфинальный матч против сборной Румынии стал незабываемым для шведских футбольных болельщиков. Шведы первыми открыли счёт в конце второго тайма, но за две минуты до конца основного времени румынский игрок Флорин Рэдучою сравнял счёт, и он же вывел свою команду вперёд, на 101-й минуте добавленного времени. Но за пять минут до конца на 116-й минуте Кеннет Андерссон забил гол ударом головой, сделав счёт 2:2. Серия пенальти началась ударом мимо ворот шведского игрока Хокана Мильда, но затем вратарь сборной Швеции Томас Равелли отбил два одиннадцатиметровых и принёс своей команде победу, став героем матча. В полуфинале шведы вновь вышли на сборную Бразилии, но, в отличие от матча в группе, забить не смогли и уступили будущим чемпионам мира 0:1.
В матче за третье место Швеция встретилась со сборной Болгарии, их соперником ещё по отборочному турниру, уступившей в свою очередь в полуфинале итальянцам. Шведы забили четыре мяча уже в первом тайме, чего вполне хватило для победы. Сборная завоевала бронзу мирового первенства, что стало лучшим результатом команды с 1958 года. Помимо всего прочего, Швеция стала с 15 забитыми мячами самой результативной командой турнира. Успешное выступление позволило сборной Швеции оказаться в ноябре 1994 года на втором месте в рейтинге сборных ФИФА. Но после этого сборная Швеции откровенно провалила квалификацию к чемпионату Европы-1996 и чемпионату мира-1998.

#### Чемпионат Европы 2000
В квалификации к чемпионату Европы 2000 года сборная Швеции под руководством Томми Сёдерберга заняла первое место в группе 5, опередив Англию и Польшу на 9 очков. Перед началом финальной части чемпионата тренером, помимо Сёдерберга, был назначен Ларс Лагербек. На самом чемпионате, который проходил в Бельгии и Нидерландах, шведы выступили неудачно, заняв последнее место в группе B. В первой игре они проиграли бельгийцам 1:2, гол у шведов забил Мьельбю, капитан команды Патрик Андерссон был удалён с поля. Второй матч закончился нулевой ничьей с командой Турции. В третьем матче при равной игре победила сборная Италии со счётом 2:1, единственный мяч сборной Швеции забил Ларссон, признанный УЕФА лучшим игроком матча.

### XXI век

#### Чемпионат мира 2002
На чемпионат мира 2002 года сборная Швеции вышла с первого места в 4-й отборочной группе. В финальной части чемпионата, проходившего в Корее и Японии, шведы попали в группу F вместе со сборными Англии, Аргентины и Нигерии. Журналисты назвали эту группу «группой смерти». Швеция смогла выйти из этой группы с первого места. В первом матче, в котором соперником была команда Англии, была зафиксирована ничья: на гол Кэмпбелла в первом тайме шведы ответили голом Александерссона во втором. В следующей игре благодаря дублю Ларссона была одержана победа над Нигерией — 2:1. В третьем матче против Аргентины Андерс Свенссон открыл счёт на 59-й минуте дальним ударом со штрафного. На 88 минуте за нарушение, совершённое вышедшим вместо Свенссона Юнсоном в штрафной площади шведов, был назначен пенальти. Хедман отбил удар Ортеги, но Креспо добил мяч в ворота. Игра закончилась вничью 1:1, сборная Швеции вышла в плей-офф. В 1/8 финала соперником Швеции стала команда Сенегала. На 11-й минуте Ларссон открыл счёт после подачи Свенссоном углового, однако на 37 минуте Камара забил ответный мяч, а на 107-й минуте он же забил гол, ставший «золотым». Сборная Сенегала вышла в 1/4 финала, что стало наивысшим достижением в её истории.

#### Чемпионат Европы 2004

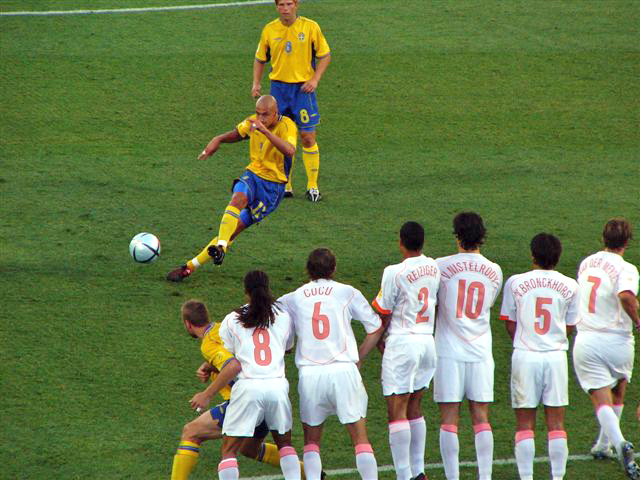
Хенрик Ларссон исполняет штрафной в матче против Нидерландов на Евро-2004

Сборная Швеции квалифицировалась на чемпионат Европы 2004 года с первого места в отборочной группе 4. Своё выступление в финальной части чемпионата шведы начали с разгрома сборной Болгарии со счётом 5:0. Во втором матче Швеция сыграла вничью с Италией — 1:1, в третьем с Данией — 2:2. Швеция и Дания вышли в плей-офф. В матче 1/4 финала Швеция — Нидерланды основное и дополнительное время закончились со счётом 0:0, серия пенальти принесла победу сборной Нидерландов — 5:4. Лучшим бомбардиром сборной Швеции на турнире стал 32-летний Хенрик Ларссон, забивший 3 мяча.

#### Чемпионат мира 2006

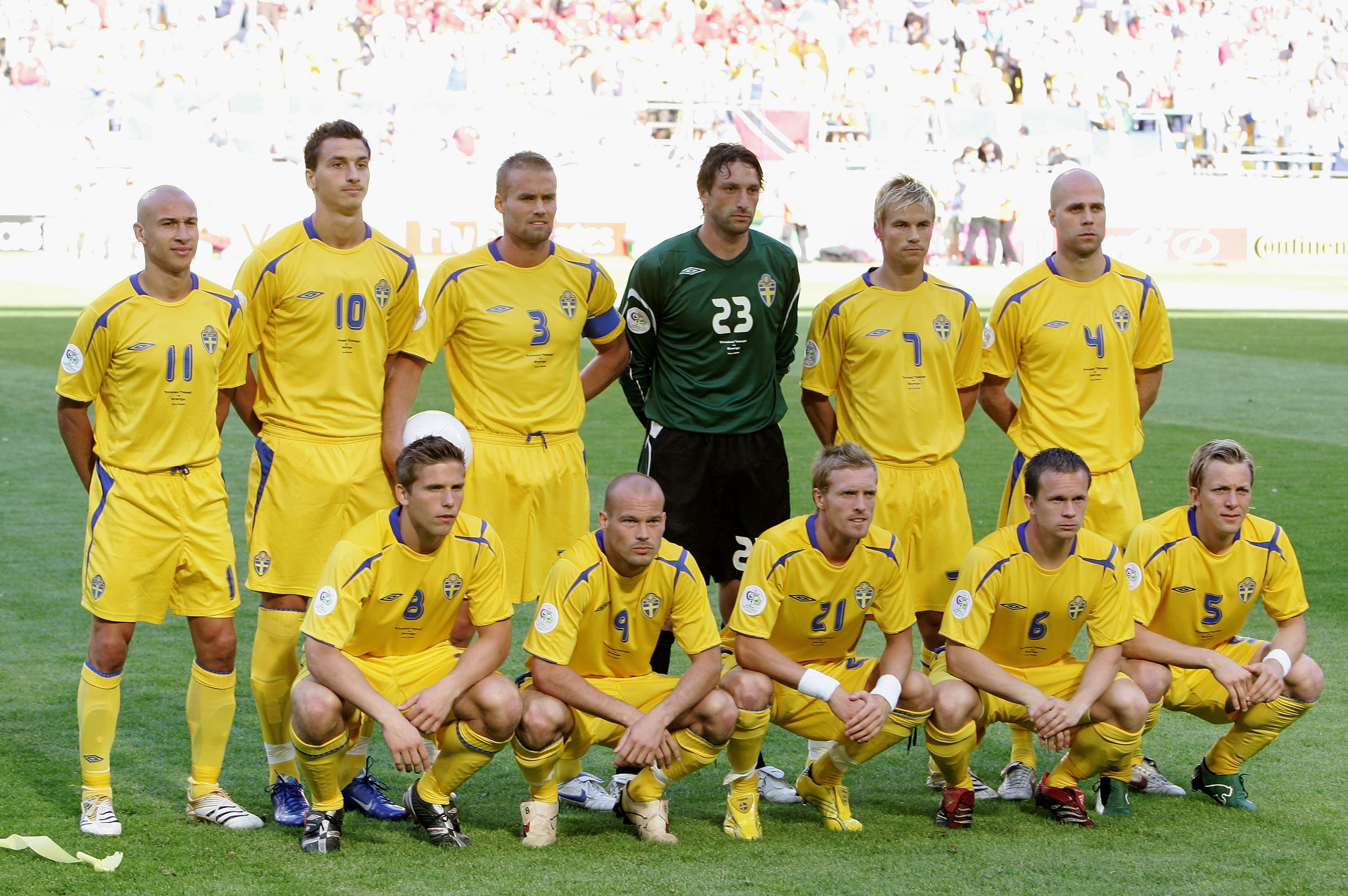
Сборная Швеции на ЧМ-2006

На чемпионате мира 2006 года Швеция играла в группе «B». Отличительной чертой команды было то, что её футболисты были игроками клубов одиннадцати различных национальных лиг. Швеция стартовала в матче против сборной Тринидада и Тобаго, сыграв вничью (0:0), несмотря на численное преимущество в одного игрока на протяжении большей части матча. Вторая игра против сборной Парагвая могла закончиться с таким же результатом, однако, благодаря голу Фредрика Юнгберга на 89-й минуте, шведы одержали победу со счётом 1:0. Затем шведская команда сыграла вничью 2:2 со сборной Англии и финишировала в группе с пятью очками, что оказалось достаточным для выхода в следующий раунд. В матче 1/8 финала сборная Швеции проиграла хозяевам турнира — сборной Германии — 0:2.

#### Чемпионат Европы 2008
Сборная Швеции финишировала на втором месте в отборочной группе к чемпионату Европы 2008 года позади сборной Испании. В этом отборочном цикле произошёл инцидент 2 июня 2007 года, когда на последних минутах матча в Копенгагене со сборной Дании на поле выбежал болельщик датчан и напал на арбитра матча, назначившего на 89-й минуте пенальти в ворота хозяев при счёте 3:3. Матч был прерван, и позднее шведской команде была присуждена техническая победа 3:0.
Соперниками шведов по группе в финальном турнире Евро-2008 стали Испания, Греция и Россия. Шведы выиграли у греков 2:0, затем проиграли испанцам 1:2 (пропустив на последней добавленной минуте). В решающем матче против России шведы уступили 0:2, а сборная России впервые в своей истории выиграла у шведов и прошла в плей-офф.

#### Чемпионат мира 2010
Сборная Швеции не прошла в финальную часть ЧМ-2010, уступив в отборочной группе сборным Дании и Португалии.

#### Чемпионат Европы 2012

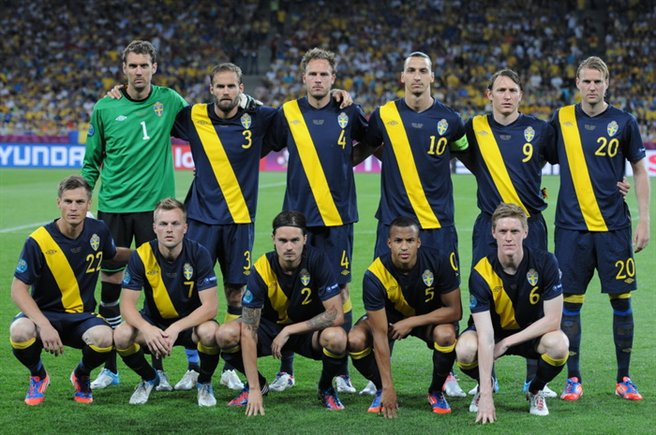
Швеция на Евро-2012

Отборочные игры на Евро-2012 шведская дружина провела весьма уверенно, обыграв в последнем матче команду Нидерландов и вышла на чемпионат как лучшая команда, занявшая второе место в группе.
На Евро шведы попали в сложную группу к хозяевам турнира Украине и традиционно сильным командам Англии и Франции. В первом матче чемпионата «Тре Крунур» проиграли Украине 1:2, а во втором матче в упорной борьбе уступили Англии 2:3 и лишились шансов на выход в плей-офф. Примечательно, что в этих матчах подопечные Хамрена вели в счёте 1:0 и 2:1 соответственно, но в итоге упускали преимущество и проигрывали. В уже ничего не значившем матче шведы неожиданно обыграли Францию, считавшейся главным фаворитом группы, 2:0. По итогам турнира сборная заняла 13-е место, как наилучшая команда, финишировавшая последней в группе Евро-2012.

#### Чемпионат мира 2014

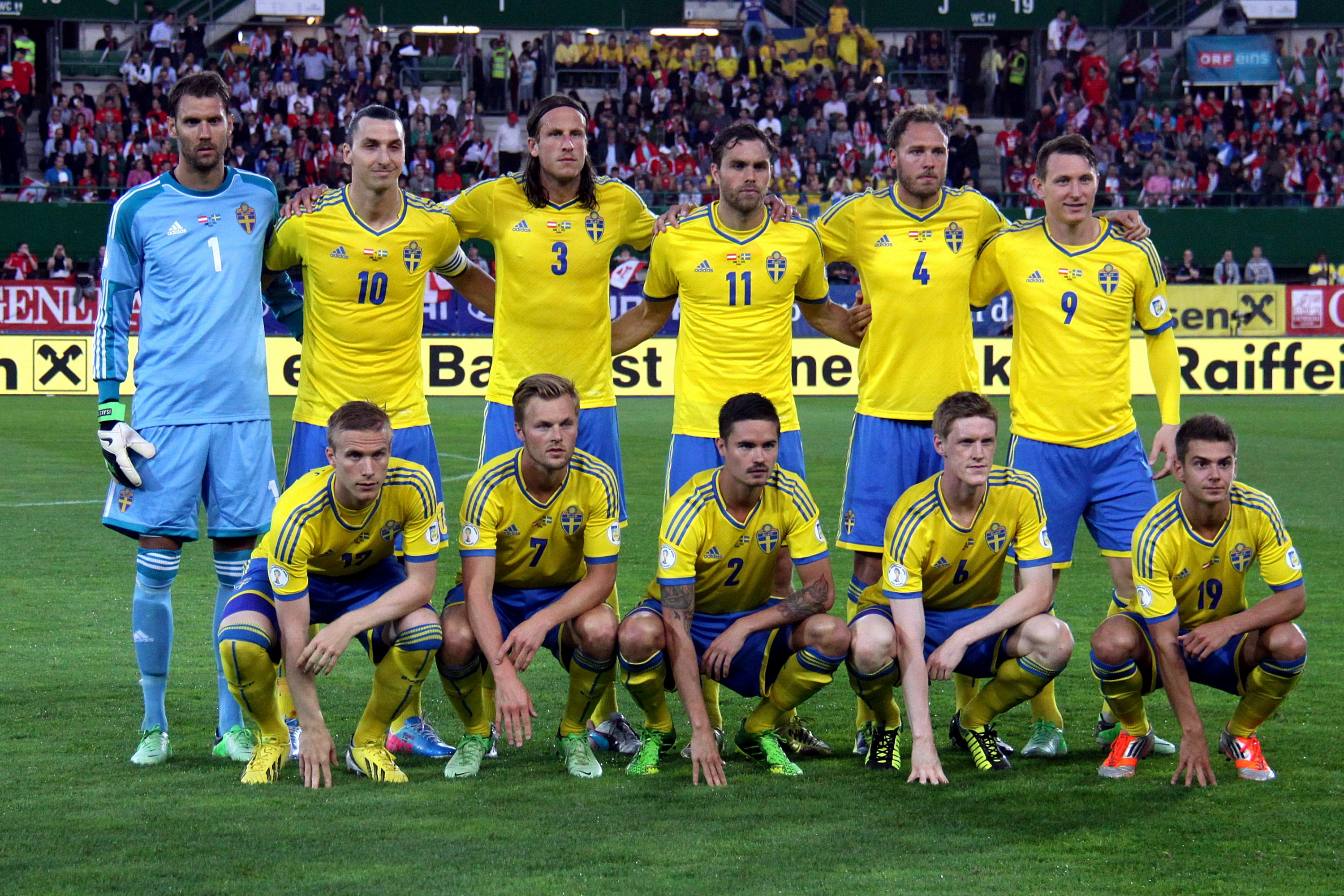
Сборная Швеции в квалификации к ЧМ-2014

Швеция была посеяна как вторая команда в отборочную группу С, куда помимо неё попали сборные команды Германии, Ирландии, Австрии, Казахстана и Фарерских островов. Ожидаемо шведская сборная заняла второе место, став единственной командой, которая отобрала очки у немцев: в гостях Швеция, проигрывая 0:4, невероятным образом спасла матч, забив четыре мяча немцам, а дома уступила в упорной борьбе 3:5, хотя вела долгое время в счёте. В стыковых матчах Швеция проиграла Португалии 0:1 в гостях и 2:3 дома, оба гола у скандинавов забил Златан Ибрагимович.

#### Чемпионат Европы 2016
Во время отборочного турнира к чемпионату Европы 2016 года сборная Швеции заняла третье место в своей группе и вышла в стыковые игры. Соперником шведов стала сборная Дании. Шведы победили по итогам двух матчей с общим счётом 4:3. Автор трёх из четырёх мячей в ворота датчан Златан Ибрагимович.
На самом Евро шведы попали в группу E, в которую также попали команды Италии, Бельгии и Ирландии. По итогам трёх игр шведы заняли последнее место в группе, набрав одно очко и не забив ни одного мяча. Помимо этого, о завершении своей карьеры в сборной в возрасте 34 лет заявил капитан команды и лучший бомбардир в её истории Златан Ибрагимович.

#### Чемпионат мира 2018
Шведы достаточно удачно выступили в отборочной группе, сумев отобрать очки у сборных Франции и Нидерландов, оставив последних позади себя и попав в стыковые матчи. Соперником Швеции стала сборная Италии, в домашнем матче итальянцы были обыграны со счётом 1:0, а гостевой матч закончился вничью 0:0, что позволило сборной Швеции впервые за минувшие 12 лет квалифицироваться на чемпионат мира (оставив итальянцев за бортом турнира впервые за 60 лет). В группе шведы одолели Республику Корею (1:0), но проиграли Германии (1:2). В последнем матче шведы разгромили Мексику со счётом 3:0 и вышли в плей-офф с первого места в группе. В 1/8 шведы обыграли швейцарцев с минимальным счётом 1:0, обеспечив себе выход в четвертьфинал впервые за 24 года, где уступили команде Англии 0:2.

#### Чемпионат Европы 2020
В отборе на Чемпионат Европы 2020 года Швеция заняла второе место в своей отборочной группе, пропустив вперед лишь Испанию, и вышла в финальную часть турнира напрямую.
В финальной части Евро, перенесенной на лето 2021 года из-за пандемии коронавируса, шведы попали в группу E, где их соперниками вновь стали испанцы, а также команды Словакии и Польши. Первый матч турнира с испанцами завершился нулевой ничьей. Во втором матче шведы с минимальным счётом 1:0 обыграли Словакию, благодаря голу с пенальти Эмиля Форсберга. В последней игре группового этапа шведы обыграли Польшу со счётом 3:2 и с первого места в группе вышли в плей-офф. В 1/8 финала соперником скандинавов стала сборная Украины. Основное время матча закончилось со счётом 1:1, однако в овертайме Артем Довбик забил решающий гол и матч закончился победой украинцев.

#### Чемпионат мира 2022
Отбор на чемпионат мира 2022 года в Катаре подопечные Янне Андерсена начали с трёх побед в первых трёх матчах, в том числе шведы обыграли Испанию в Стокгольме (2:1). Однако затем последовали поражения от сборных Греции (1:2) и Грузии (0:2), а также поражение от Испании в Мадриде (0:1). В итоге шведы заняли второе место в отборочной группе и вышли в стыковые матчи. В полуфинале стыковых матчей скандинавы в дополнительное время обыграли сборную Чехии 1:0, благодаря голу Робина Квайсона. Однако в финале стыков шведы уступили Польше 0:2 и не смогли отобраться на турнир.

#### Чемпионат Европы 2024
Отбор на Чемпионат Европы 2024 года в Германии получился для Швеции крайне неудачным: после домашнего поражения от сборной Австрии (1:3) 12 сентября шведы досрочно лишились шансов попасть в финальную часть турнира. Таким образом, Швеция впервые за 28 лет не смогла преодолеть отбор на чемпионат Европы.

## Статистика выступлений на международных турнирах

### Чемпионаты мира
| Финальные турниры | Финальные турниры      | Финальные турниры      | Финальные турниры      | Финальные турниры      | Финальные турниры      | Финальные турниры      | Финальные турниры      | Финальные турниры      |                               | Отборочные турниры            | Отборочные турниры            | Отборочные турниры            | Отборочные турниры            | Отборочные турниры            | Отборочные турниры            | Отборочные турниры |
| Год               | Результат              | Место                  | И                      | В                      | Н                      | П                      | ГЗ                     | ГП                     | Место                         | И                             | В                             | Н                             | П                             | ГЗ                            | ГП                            |                    |
| ----------------- | ---------------------- | ---------------------- | ---------------------- | ---------------------- | ---------------------- | ---------------------- | ---------------------- | ---------------------- | ----------------------------- | ----------------------------- | ----------------------------- | ----------------------------- | ----------------------------- | ----------------------------- | ----------------------------- | ------------------ |
| 1930              | Не участвовала         | Не участвовала         | Не участвовала         | Не участвовала         | Не участвовала         | Не участвовала         | Не участвовала         | Не участвовала         | Не квалифицировалась          | Не квалифицировалась          | Не квалифицировалась          | Не квалифицировалась          | Не квалифицировалась          | Не квалифицировалась          | Не квалифицировалась          |                    |
| 1934              | 1/4 финала             | 8                      | 2                      | 1                      | 0                      | 1                      | 4                      | 4                      | 1/3                           | 2                             | 2                             | 0                             | 0                             | 8                             | 2                             |                    |
| 1938              | 4-е место              | 4                      | 3                      | 1                      | 0                      | 2                      | 11                     | 9                      | 2/4                           | 3                             | 2                             | 0                             | 1                             | 11                            | 7                             |                    |
| 1950              | 3-е место              | 3                      | 5                      | 2                      | 1                      | 2                      | 11                     | 15                     | 1/3                           | 2                             | 2                             | 0                             | 0                             | 6                             | 2                             |                    |
| 1954              | Не прошла квалификацию | Не прошла квалификацию | Не прошла квалификацию | Не прошла квалификацию | Не прошла квалификацию | Не прошла квалификацию | Не прошла квалификацию | Не прошла квалификацию | 2/3                           | 4                             | 1                             | 1                             | 2                             | 9                             | 8                             |                    |
| 1958              | 2-е место              | 2                      | 6                      | 4                      | 1                      | 1                      | 12                     | 7                      | Квалифицировалась как хозяйка | Квалифицировалась как хозяйка | Квалифицировалась как хозяйка | Квалифицировалась как хозяйка | Квалифицировалась как хозяйка | Квалифицировалась как хозяйка | Квалифицировалась как хозяйка |                    |
| 1962              | Не прошла квалификацию | Не прошла квалификацию | Не прошла квалификацию | Не прошла квалификацию | Не прошла квалификацию | Не прошла квалификацию | Не прошла квалификацию | Не прошла квалификацию | 1/3*                          | 5                             | 3                             | 0                             | 2                             | 11                            | 5                             |                    |
| 1966              | Не прошла квалификацию | Не прошла квалификацию | Не прошла квалификацию | Не прошла квалификацию | Не прошла квалификацию | Не прошла квалификацию | Не прошла квалификацию | Не прошла квалификацию | 2/3                           | 4                             | 2                             | 1                             | 1                             | 10                            | 3                             |                    |
| 1970              | Групповой этап         | 9                      | 3                      | 1                      | 1                      | 1                      | 2                      | 2                      | 1/3                           | 4                             | 3                             | 0                             | 1                             | 12                            | 5                             |                    |
| 1974              | Второй раунд           | 5                      | 6                      | 2                      | 2                      | 2                      | 7                      | 6                      | 1/4**                         | 7                             | 4                             | 2                             | 1                             | 17                            | 9                             |                    |
| 1978              | Групповой этап         | 13                     | 3                      | 0                      | 1                      | 2                      | 1                      | 3                      | 1/3                           | 4                             | 3                             | 0                             | 1                             | 7                             | 4                             |                    |
| 1982              | Не прошла квалификацию | Не прошла квалификацию | Не прошла квалификацию | Не прошла квалификацию | Не прошла квалификацию | Не прошла квалификацию | Не прошла квалификацию | Не прошла квалификацию | 3/5                           | 8                             | 3                             | 2                             | 3                             | 7                             | 8                             |                    |
| 1986              | Не прошла квалификацию | Не прошла квалификацию | Не прошла квалификацию | Не прошла квалификацию | Не прошла квалификацию | Не прошла квалификацию | Не прошла квалификацию | Не прошла квалификацию | 3/5                           | 8                             | 4                             | 1                             | 3                             | 14                            | 9                             |                    |
| 1990              | Групповой этап         | 21                     | 3                      | 0                      | 0                      | 3                      | 3                      | 6                      | 1/4                           | 6                             | 4                             | 2                             | 0                             | 9                             | 3                             |                    |
| 1994              | 3-е место              | 3                      | 7                      | 3                      | 3                      | 1                      | 15                     | 8                      | 1/6                           | 10                            | 6                             | 3                             | 1                             | 19                            | 8                             |                    |
| 1998              | Не прошла квалификацию | Не прошла квалификацию | Не прошла квалификацию | Не прошла квалификацию | Не прошла квалификацию | Не прошла квалификацию | Не прошла квалификацию | Не прошла квалификацию | 3/6                           | 10                            | 7                             | 0                             | 3                             | 16                            | 9                             |                    |
| 2002              | 1/8 финала             | 13                     | 4                      | 1                      | 2                      | 1                      | 5                      | 5                      | 1/6                           | 10                            | 8                             | 2                             | 0                             | 20                            | 3                             |                    |
| 2006              | 1/8 финала             | 14                     | 4                      | 1                      | 2                      | 1                      | 3                      | 4                      | 1/6                           | 10                            | 8                             | 0                             | 2                             | 30                            | 4                             |                    |
| 2010              | Не прошла квалификацию | Не прошла квалификацию | Не прошла квалификацию | Не прошла квалификацию | Не прошла квалификацию | Не прошла квалификацию | Не прошла квалификацию | Не прошла квалификацию | 3/6                           | 10                            | 5                             | 3                             | 2                             | 13                            | 5                             |                    |
| 2014              | Не прошла квалификацию | Не прошла квалификацию | Не прошла квалификацию | Не прошла квалификацию | Не прошла квалификацию | Не прошла квалификацию | Не прошла квалификацию | Не прошла квалификацию | 2/6***                        | 12                            | 6                             | 2                             | 4                             | 21                            | 18                            |                    |
| 2018              | 1/4 финала             | 7                      | 5                      | 3                      | 0                      | 2                      | 6                      | 4                      | 2/6**                         | 12                            | 7                             | 2                             | 3                             | 27                            | 9                             |                    |
| 2022              | Не прошла квалификацию | Не прошла квалификацию | Не прошла квалификацию | Не прошла квалификацию | Не прошла квалификацию | Не прошла квалификацию | Не прошла квалификацию | Не прошла квалификацию | 2/6***                        | 10                            | 6                             | 0                             | 4                             | 13                            | 8                             |                    |
| Всего             | Лучший: 2-е место      | Участие: 12/21         | 51                     | 19                     | 13                     | 19                     | 80                     | 83                     |                               | 141                           | 86                            | 21                            | 34                            | 280                           | 129                           |                    |

- * — проиграла дополнительный матч;
- ** — выиграла дополнительный матч;
- *** — проиграла стыковые матчи.

### Чемпионаты Европы
| Финальные турниры | Финальные турниры      | Финальные турниры      | Финальные турниры      | Финальные турниры      | Финальные турниры      | Финальные турниры      | Финальные турниры      | Финальные турниры      |                               | Отборочные турниры            | Отборочные турниры            | Отборочные турниры            | Отборочные турниры            | Отборочные турниры            | Отборочные турниры            | Отборочные турниры |
| Год               | Результат              | Место                  | И                      | В                      | Н                      | П                      | ГЗ                     | ГП                     | Место                         | И                             | В                             | Н                             | П                             | ГЗ                            | ГП                            |                    |
| ----------------- | ---------------------- | ---------------------- | ---------------------- | ---------------------- | ---------------------- | ---------------------- | ---------------------- | ---------------------- | ----------------------------- | ----------------------------- | ----------------------------- | ----------------------------- | ----------------------------- | ----------------------------- | ----------------------------- | ------------------ |
| 1960              | Не участвовала         | Не участвовала         | Не участвовала         | Не участвовала         | Не участвовала         | Не участвовала         | Не участвовала         | Не участвовала         | Не участвовала                | Не участвовала                | Не участвовала                | Не участвовала                | Не участвовала                | Не участвовала                | Не участвовала                |                    |
| 1964              | Не прошла квалификацию | Не прошла квалификацию | Не прошла квалификацию | Не прошла квалификацию | Не прошла квалификацию | Не прошла квалификацию | Не прошла квалификацию | Не прошла квалификацию | 1/4 финала                    | 6                             | 2                             | 3                             | 1                             | 8                             | 7                             |                    |
| 1968              | Не прошла квалификацию | Не прошла квалификацию | Не прошла квалификацию | Не прошла квалификацию | Не прошла квалификацию | Не прошла квалификацию | Не прошла квалификацию | Не прошла квалификацию | 3/4                           | 6                             | 2                             | 1                             | 3                             | 9                             | 12                            |                    |
| 1972              | Не прошла квалификацию | Не прошла квалификацию | Не прошла квалификацию | Не прошла квалификацию | Не прошла квалификацию | Не прошла квалификацию | Не прошла квалификацию | Не прошла квалификацию | 3/4                           | 6                             | 2                             | 2                             | 2                             | 3                             | 5                             |                    |
| 1976              | Не прошла квалификацию | Не прошла квалификацию | Не прошла квалификацию | Не прошла квалификацию | Не прошла квалификацию | Не прошла квалификацию | Не прошла квалификацию | Не прошла квалификацию | 3/4                           | 6                             | 3                             | 0                             | 3                             | 8                             | 9                             |                    |
| 1980              | Не прошла квалификацию | Не прошла квалификацию | Не прошла квалификацию | Не прошла квалификацию | Не прошла квалификацию | Не прошла квалификацию | Не прошла квалификацию | Не прошла квалификацию | 3/4                           | 6                             | 1                             | 2                             | 3                             | 9                             | 13                            |                    |
| 1984              | Не прошла квалификацию | Не прошла квалификацию | Не прошла квалификацию | Не прошла квалификацию | Не прошла квалификацию | Не прошла квалификацию | Не прошла квалификацию | Не прошла квалификацию | 2/5                           | 8                             | 5                             | 1                             | 2                             | 14                            | 5                             |                    |
| 1988              | Не прошла квалификацию | Не прошла квалификацию | Не прошла квалификацию | Не прошла квалификацию | Не прошла квалификацию | Не прошла квалификацию | Не прошла квалификацию | Не прошла квалификацию | 2/5                           | 8                             | 4                             | 2                             | 2                             | 12                            | 5                             |                    |
| 1992              | 1/2 финала             | 4                      | 4                      | 2                      | 1                      | 1                      | 6                      | 5                      | Квалифицировалась как хозяйка | Квалифицировалась как хозяйка | Квалифицировалась как хозяйка | Квалифицировалась как хозяйка | Квалифицировалась как хозяйка | Квалифицировалась как хозяйка | Квалифицировалась как хозяйка |                    |
| 1996              | Не прошла квалификацию | Не прошла квалификацию | Не прошла квалификацию | Не прошла квалификацию | Не прошла квалификацию | Не прошла квалификацию | Не прошла квалификацию | Не прошла квалификацию | 3/5                           | 8                             | 2                             | 3                             | 3                             | 9                             | 10                            |                    |
| 2000              | Групповой этап         | 14                     | 3                      | 0                      | 1                      | 2                      | 2                      | 4                      | 1/5                           | 8                             | 7                             | 1                             | 0                             | 10                            | 1                             |                    |
| 2004              | 1/4 финала             | 7                      | 4                      | 1                      | 3                      | 0                      | 8                      | 3                      | 1/5                           | 8                             | 5                             | 2                             | 1                             | 19                            | 3                             |                    |
| 2008              | Групповой этап         | 10                     | 3                      | 1                      | 0                      | 2                      | 3                      | 4                      | 2/7                           | 12                            | 8                             | 2                             | 2                             | 23                            | 9                             |                    |
| 2012              | Групповой этап         | 11                     | 3                      | 1                      | 0                      | 2                      | 5                      | 5                      | 2/6                           | 10                            | 8                             | 0                             | 2                             | 31                            | 11                            |                    |
| 2016              | Групповой этап         | 20                     | 3                      | 0                      | 1                      | 2                      | 1                      | 3                      | 3/6*                          | 12                            | 6                             | 4                             | 2                             | 19                            | 12                            |                    |
| 2020              | 1/8 финала             | 10                     | 4                      | 2                      | 1                      | 1                      | 5                      | 3                      | 2/6                           | 10                            | 6                             | 3                             | 1                             | 23                            | 9                             |                    |
| Всего             | Лучший: Полуфинал      | Участие: 7/16          | 24                     | 7                      | 7                      | 10                     | 30                     | 27                     |                               |                               | 114                           | 61                            | 26                            | 27                            | 197                           | 111                |

- * — выиграла стыковые матчи.

## Болельщики

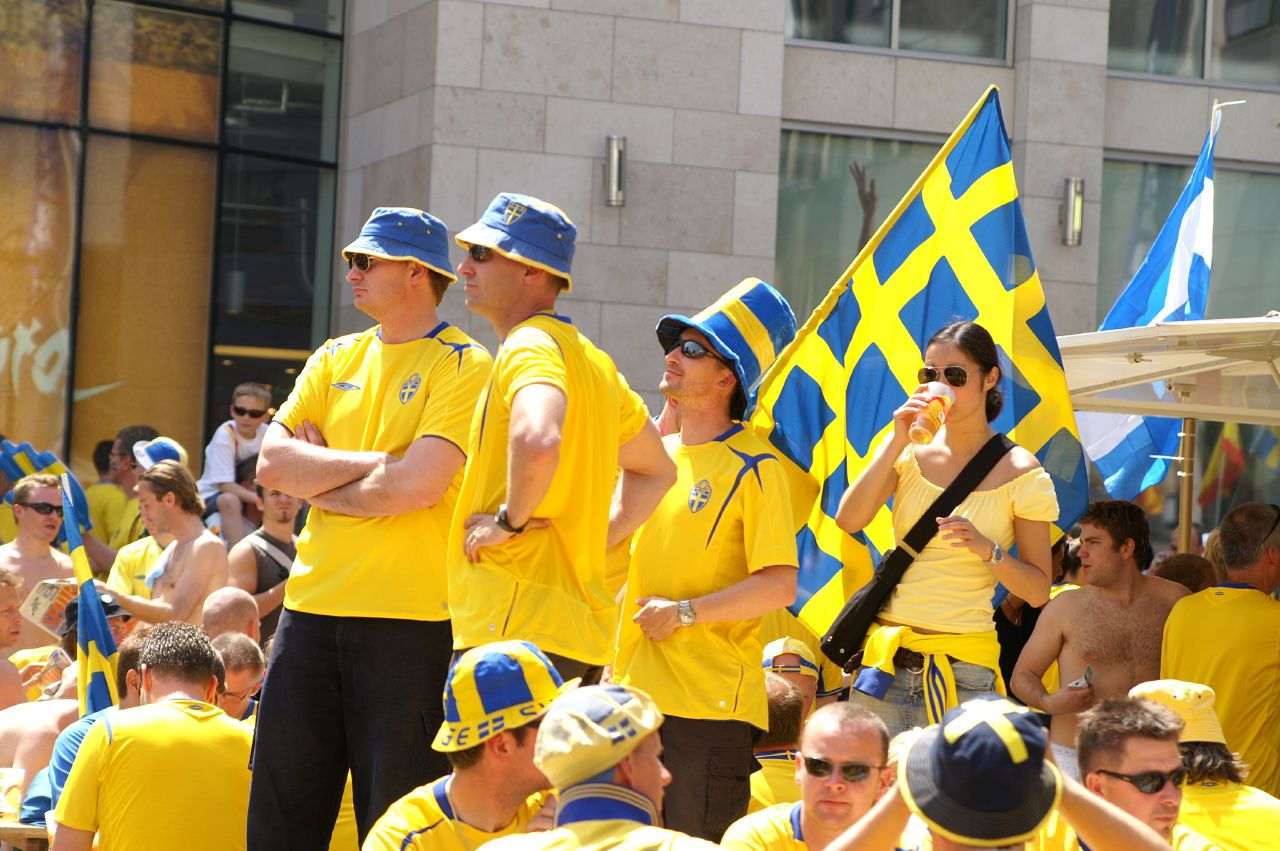
Болельщики сборной Швеции на ЧМ-2006 в Германии

Впервые болельщики сборной Швеции были замечены на летних Олимпийских играх 1912 года, где они распевали песню «Heja Sverige Friskt humör, det är det som susen gör» (со швед. — «Вперёд, Швеция; бодрость духа — как раз то, что нужно»). Первый массовый «выезд» поклонников шведской сборной состоялся на чемпионате мира 1974 года, и с тех пор на всех крупных турнирах присутствуют фанаты из этой северной страны. На чемпионате мира 2006 года на матче против сборной Парагвая сборную поддерживали около 50 000 человек.
Руководит движениями болельщиков Объединение болельщиков сборной Швеции Camp Sweden, которое отвечает и за организацию товарищеских встреч между сборными командами болельщиков.

## Формы

### Домашняя
| ЧМ-1934   | ЧМ-1938   | 1950      | ЧМ-1958 | ЧМ-1970   | ЧМ-1974   | ЧМ-1978                    | ЧМ-1990   | 1991      | Евро-1992 | ЧМ-1994   |
| 1996–1998 | 1998–2000 | Евро-2000 | ЧМ-2002 | Евро-2004 | ЧМ-2006   | ЧМ-2006 · (альтернативная) | Евро-2008 | 2009–2010 | 2010–2012 | Евро-2012 |
| 2013–2014 | 2014–2015 | Евро-2016 | ЧМ-2018 | Евро-2020 | 2022–2024 | 2024–н. в.                 |           |           |           |           |

### Гостевая
| ЧМ-1958    | ЧМ-1970 | ЧМ-1974   | ЧМ-1978   | ЧМ-1990   | 1991      | ЧМ-1994   | 1996–1998 | 1998–2000 | Евро-2000 | ЧМ-2002   |
| Евро-2004  | ЧМ-2006 | Евро-2008 | 2010–2012 | Евро-2012 | 2013–2014 | 2014–2015 | Евро-2016 | ЧМ-2018   | Евро-2020 | 2022–2024 |
| 2024–н. в. |         |           |           |           |           |           |           |           |           |           |

## Лидеры по количеству матчей и голов
| Позиция | Игрок                 | Матчи | Голы | Период    |
| ------- | --------------------- | ----- | ---- | --------- |
| 1       | Андерс Свенссон       | 148   | 21   | 1999—2013 |
| 2       | Томас Равелли         | 143   | 0    | 1981—1997 |
| 3       | Себастиан Ларссон     | 133   | 10   | 2008—2021 |
| 3       | Андреас Исакссон      | 133   | 0    | 2002—2016 |
| 5       | Ким Чельстрём         | 131   | 16   | 2001—2016 |
| 6       | Златан Ибрагимович    | 121   | 62   | 2001—2022 |
| 7       | Улоф Мельберг         | 117   | 8    | 2000—2012 |
| 8       | Роланд Нильссон       | 116   | 1    | 1986—2000 |
| 9       | Бьёрн Нурдквист       | 115   | 0    | 1963—1978 |
| 10      | Никлас Александерссон | 109   | 7    | 1993—2008 |
| 11      | Хенрик Ларссон        | 106   | 37   | 1993—2009 |

| Позиция | Игрок              | Голы | Матчи | Период    |
| ------- | ------------------ | ---- | ----- | --------- |
| 1       | Златан Ибрагимович | 62   | 121   | 2001—2022 |
| 2       | Свен Рюделль       | 49   | 43    | 1923—1932 |
| 3       | Гуннар Нордаль     | 43   | 33    | 1942—1948 |
| 4       | Хенрик Ларссон     | 37   | 106   | 1993—2009 |
| 5       | Гуннар Грен        | 32   | 57    | 1940—1958 |
| 6       | Кеннет Андерссон   | 31   | 83    | 1990—2000 |
| 7       | Маркус Альбек      | 30   | 74    | 1999—2008 |
| 8       | Мартин Далин       | 29   | 60    | 1991—2000 |
| 9       | Агне Симонсен      | 27   | 51    | 1957—1967 |
| 9       | Томас Бролин       | 27   | 47    | 1990—1995 |

## Текущий состав
Следующие игроки были вызваны в состав сборной главным тренером Йоном-Даль Томассоном для участия в матчах Лиги наций УЕФА 2024/2025 против сборной Словакии (16 ноября 2024) и сборной Азербайджана (19 ноября 2024).
Игры и голы приведены по состоянию на 19 ноября 2024 года
|  | Вр  | Кристоффер Нурдфельдт    | 23 июня 1989 (36 лет)     | 18 | 0  | АИК                      |  |  |
|  | Вр  | Виктор Юханссон          | 14 сентября 1998 (26 лет) | 7  | 0  | Сток Сити                |  |  |
|  | Вр  | Якоб Виделль-Сеттерстрём | 11 июля 1998 (27 лет)     | 1  | 0  | Дерби Каунти             |  |  |
|  |     |                          |                           |    |    |                          |  |  |
|  | Защ | Виктор Линделёф          | 17 июля 1994 (31 год)     | 70 | 3  | Манчестер Юнайтед        |  |  |
|  | Защ | Эмиль Крафт              | 2 августа 1994 (30 лет)   | 50 | 0  | Ньюкасл Юнайтед          |  |  |
|  | Защ | Кен Сема                 | 30 сентября 1993 (31 год) | 24 | 1  | Пафос                    |  |  |
|  | Защ | Исак Хин                 | 13 января 1999 (26 лет)   | 17 | 0  | Аталанта                 |  |  |
|  | Защ | Карл Старфельт           | 1 июня 1995 (30 лет)      | 13 | 0  | Сельта Виго              |  |  |
|  | Защ | Габриэль Гудмундссон     | 29 апреля 1999 (26 лет)   | 12 | 0  | Лилль                    |  |  |
|  | Защ | Эмиль Хольм              | 13 мая 2000 (25 лет)      | 10 | 1  | Болонья                  |  |  |
|  | Защ | Густав Лагербильке       | 10 апреля 2000 (25 лет)   | 2  | 1  | Твенте                   |  |  |
|  | Защ | Нильс Сеттерстрём        | 29 марта 2005 (20 лет)    | 1  | 0  | Мальмё                   |  |  |
|  | Защ | Самуэль Даль             | 4 марта 2003 (22 года)    | 1  | 0  | Бенфика Лиссабон         |  |  |
|  | Защ | Даниэль Свенссон         | 12 февраля 2002 (23 года) | 1  | 0  | Боруссия Дортмунд        |  |  |
|  | Защ | Хенрик Кастегрен         | 28 марта 1996 (29 лет)    | 1  | 0  | Дебрецен                 |  |  |
|  |     |                          |                           |    |    |                          |  |  |
|  | ПЗ  | Эмиль Форсберг           | 23 октября 1991 (33 года) | 90 | 21 | Нью-Йорк Ред Буллз       |  |  |
|  | ПЗ  | Деян Кулушевски          | 25 апреля 2000 (25 лет)   | 45 | 5  | Тоттенхэм Хотспур        |  |  |
|  | ПЗ  | Йеспер Карлстрём         | 21 июня 1995 (30 лет)     | 16 | 0  | Удинезе                  |  |  |
|  | ПЗ  | Антон Салетрос           | 12 апреля 1996 (29 лет)   | 11 | 0  | АИК                      |  |  |
|  | ПЗ  | Ясин Айяри               | 6 октября 2003 (21 год)   | 8  | 1  | Брайтон энд Хоув Альбион |  |  |
|  | ПЗ  | Хуго Ларссон             | 27 июня 2004 (21 год)     | 8  | 0  | Айнтрахт Франкфурт       |  |  |
|  | ПЗ  | Лукас Бергвалль          | 2 февраля 2006 (19 лет)   | 4  | 0  | Тоттенхэм Хотспур        |  |  |
|  | ПЗ  | Хуго Болин               | 24 июля 2003 (21 год)     | 1  | 0  | Мальмё                   |  |  |
|  |     |                          |                           |    |    |                          |  |  |
|  | Нап | Александер Исак          | 21 сентября 1999 (25 лет) | 50 | 15 | Ньюкасл Юнайтед          |  |  |
|  | Нап | Виктор Дьёкереш          | 4 июня 1998 (27 лет)      | 26 | 15 | Спортинг Лиссабон        |  |  |
|  | Нап | Себастиан Нанаси         | 16 мая 2002 (23 года)     | 6  | 3  | Страсбур                 |  |  |
|  | Нап | Никлас Элиассон          | 7 декабря 1995 (29 лет)   | 6  | 0  | АЕК Афины                |  |  |
|  | Нап | Исак Лидберг             | 8 сентября 1998 (26 лет)  | 1  | 0  | Дармштадт 98             |  |  |

## Достижения
- Кубок Короля Таиланда: 1997, 2001, 2003, 2013